# Richtlinie (EU) 2015/413 (Verkehrsdelikte-Richtlinie)
Durch die Richtlinie (EU) 2015/413 (genannt auch Verkehrsdelikte-Richtlinie), soll die „Rückverfolgbarkeit von Verkehrssündern in der gesamten EU“ gewährleistet und erreicht werden „die Straßenverkehrssicherheit zu verbessern und die Gleichbehandlung aller Fahrer sicherzustellen“.

## Geschichte
Der Rat der Europäischen Union einigte sich im Dezember 2010 auf einen Vorschlag für eine Richtlinie zur Verfolgung von Verkehrssündern in der EU. Bereits 2008 bestanden entsprechende Vorarbeiten. Es wurde in weiterer Folge die Richtlinie 2011/82/EU erlassen.
Der Europäische Gerichtshof (EuGH) hat in dem von der Kommission daraufhin angestrengten Nichtigkeitsverfahren mit dem Urteil in der Rs. C-43/12 festgestellt, dass die Zielsetzung der Richtlinie hauptsächliche oder überwiegende die Verbesserung der Straßenverkehrssicherheit sei und daher als Rechtsgrundlage nicht Artikel 87 heranzuziehen sei, sondern Artikel 91 AEUV. Die Richtlinie 2011/82/EU wurde vom EuGH daher aufgehoben und dem Europäischen Parlament und dem Rat die Möglichkeit eingeräumt, binnen zwölf Monaten eine neue Richtlinie auf der korrekten Rechtsgrundlage zu erlassen. Die neue Richtlinie war daher bis spätestens 6. Mai 2015 zu erlassen.
Daraus erklärt sich auch die sehr kurze Umsetzungsfrist (Erlassung der Richtlinie am 11. März 2015, Veröffentlichung im Amtsblatt am 13. März 2015, in Kraft treten am 17. März 2015, Umsetzung zum 6. Mai 2015).
Mit der Richtlinie (EU) 2024/3237 vom 19. Dezember 2024 werden weitere Verkehrsdelikte hinzugefügt. Die für die übrigen Regelungen zum Verfahren und Datenaustausch notwendigen nationalen Regelungen sind bis zum 20. Juli 2027 von den Mitgliedstaaten zu treffen (Art. 2 der Richtlinie (EU) 2024/3237).

## Ziele der Richtlinie
Die Hauptziele beider Verkehrsdelikte-Richtlinien sind:
- Verbesserung der Straßenverkehrssicherheit als ein vorrangiges Ziel der Verkehrspolitik der Europäischen Union[7] und damit verbunden die
- Verringerung der Zahl der Toten und Verletzten und der Sachschäden,[8] und
- die Gleichbehandlung von Fahrern[9] durch
- Informationsaustausch über die Straßenverkehrssicherheit gefährdende Verkehrsdelikte und die Durchsetzung von Sanktionen (Artikel 1 der Richtlinie 2011/82/EU), wobei „die konsequente Ahndung von in der Union begangenen Straßenverkehrsdelikten, die die Straßenverkehrssicherheit erheblich gefährden“, hierzu nach Erwägungsgrund 1 der Richtlinie (EU) 2015/413 und auch bereits der Richtlinie 2011/82/EU ein wichtiger Bestandteil der Verkehrspolitik der EU und der Unionsmitgliedstaaten darstellen soll.

## Geltungsbereich der Richtlinie
Der Geltungsbereich der Richtlinie (EU) 2015/413 erstreckt sich gemäß Artikel 2 auf folgende die Straßenverkehrssicherheit gefährdende Verkehrsdelikte in der EU und dem EWR:
- Geschwindigkeitsübertretung,
- Nichtanlegen des Sicherheitsgurts,
- Überfahren eines roten Lichtzeichens,
- Trunkenheit im Straßenverkehr bzw. Fahren unter Drogeneinfluss,
- Nichttragen eines Schutzhelms,
- unbefugte Benutzung eines Fahrstreifens,
- rechtswidrige Benutzung eines Mobiltelefons oder anderer Kommunikationsgeräte beim Fahren.
- Nichteinhaltung eines Sicherheitsabstands zum vorausfahrenden Fahrzeug,
- gefährliches Überholen,
- gefährliches Parken oder Halten,
- Überfahren einer oder mehrerer durchgehender Linien,
- Fahren entgegen der vorgeschriebenen Fahrtrichtung,
- Nichtbeachtung der Vorschriften über die Bildung und Benutzung von Rettungsgassen oder über die Vorfahrt für Einsatzfahrzeuge,
- Fahren mit einem überladenen Fahrzeug,
- Nichtbeachtung der Vorschriften über Zufahrtsbeschränkungen,
- Fahrerflucht,
- Nichtbeachtung der Vorschriften an Bahnübergängen

## Rechtsgrundlage
Der Erlass der Richtlinie (EU) 2015/413 wurde auf Artikel 91 Absatz 1 Buchstabe c AEUV gestützt.

## Aufbau der Richtlinie (EU) 2015/413
Die Richtlinie (EU) 2015/413 hat mit den Änderungen der Richtlinie (EU) 2024/3237 folgenden Aufbau:
- Artikel 1 Ziel
- Artikel 2 Geltungsbereich
- Artikel 3 Begriffsbestimmungen
- Artikel 4 Verfahren für den Informationsaustausch zwischen den Mitgliedstaaten
- Artikel 4a Nationale Fahrzeugregister
- Artikel 5 Verkehrsdeliktsmitteilung
- Artikel 5a Zustellung der Verkehrsdeliktsmitteilung und der Folgedokumente
- Artikel 5b Übersetzung der Verkehrsdeliktsmitteilung und der wesentlichen Folgedokumente
- Artikel 5c Amts- und Rechtshilfe bei der Ermittlung der betroffenen Person
- Artikel 5d Nationale Maßnahmen zur Erleichterung der Ermittlung der haftbaren Person
- Artikel 5e Amts- und Rechtshilfe bei der Zustellung der Verkehrsdeliktsmitteilung und der Folgedokumente
- Artikel 5f Amts- und Rechtshilfe bei Vollstreckungsmaßnahmen
- Artikel 5g Technische Spezifikationen für den Austausch von Fahrzeugzulassungsdaten und Amts- und Rechtshilfe
- Artikel 5h Juristische Personen des Privatrechts
- Artikel 6 Berichterstattung und Überwachung
- Artikel 7 Zusätzliche Verpflichtungen
- Artikel 7a Finanzielle Unterstützung für die grenzüberschreitende Zusammenarbeit
- Artikel 8 Informationsportal über die Straßenverkehrssicherheit gefährdende Verkehrsdelikte (CBE-Portal)
- Artikel 8a Bilaterale und multilaterale Übereinkünfte zwischen Mitgliedstaaten
- Artikel 9 Delegierte Rechtsakte
- Artikel 10 Ausübung der Befugnisübertragung
- Artikel 10a Ausschussverfahren
- Artikel 10b Berichterstattung durch die Kommission
- Artikel 10c Berichterstattung in der Übergangszeit
- Artikel 11 Überarbeitung
- Artikel 12 Umsetzung
- Artikel 13 Inkrafttreten
- Artikel 14 Adressaten
- ANHANG I Für die Suche gemäß Artikel 4 Absatz 1 erforderliche Einzeldaten
- ANHANG II MUSTERFORMBLATT FÜR DAS INFORMATIONSSCHREIBEN nach Artikel 5 (entfällt nach Erwägungsgrund 11 der Richtlinie 2024/3237)

## Vorgangsweise – Informationsaustausch
Die Verfolgung von verkehrssicherheitsgefährdenden Verstößen in einem Unionsmitgliedsstaat oder EWR-Mitgliedstaat wegen eines in der Richtlinie (EU) 2015/413 aufgezählten schwerwiegenden Verkehrsverstoßes mit einem in einem anderen Mitgliedstaat zugelassenen Kraftfahrzeug erfolgt durch die nationale Kontaktstelle, welche in jedem Mitgliedstaat besteht (Artikel 4 Richtlinie (EU) 2015/413). Die nationale Kontaktstelle kann die Daten des Fahrzeugs und des Halters des Fahrzeuges direkt abfragen. Der andere Mitgliedstaat muss die Daten zur Verfügung stellen. Die Richtlinie hat im Anhang II ein Muster eines Informationsschreibens angeführt, dessen Verwendung jedoch den Mitgliedstaaten überlassen ist (Artikel 5 Abs. 2 Richtlinie (EU) 2015/413). Nach Erwägungsgrund 11 der Richtlinie (EU) 2024/3237 soll dieses nicht mehr verwendet werden.
Wird eine entsprechend eingeforderte Strafe vom Verkehrsteilnehmer nicht bezahlt, können diese rechtskräftig verhängten Strafen auf der Grundlage des Rahmenbeschlusses 2005/214/JI durch die nationalen Behörden zwangsweise eingetrieben werden, sofern:
- ein nationales Gesetz zur grenzüberschreitenden Vollstreckung im Unionsmitgliedstaat besteht und
- die Strafe EURO 70,- übersteigt (mit Ausnahmen, wenn bereits ein diesbezügliches Abkommen besteht wie z. B. zwischen Deutschland und Österreich – Abkommen aus dem Jahr 1988 – Mindeststrafhöhe: 25 EURO[11] oder dem neuen Polizeikooperationsvertrag zwischen Österreich-Liechtenstein-Schweiz, Änderungen noch nicht in Kraft getreten).

## Verzögerte Teilnahme an der Richtlinie
An der Vorgänger-Richtlinie 2011/82/EU mussten das Vereinigte Königreich, Irland und Dänemark sich nicht beteiligen und waren durch diese nicht gebunden noch zu ihrer Anwendung verpflichtet.
An der Richtlinie (EU) 2015/413 hingegen, die auf Art 91 Abs. 1 c AEUV gestützt wird (Verkehr), müssen sich auch Dänemark, Irland und das Vereinigte Königreich beteiligen. Die neue Richtlinie gilt daher seit spätestens 2017 für alle Mitgliedstaaten der Europäischen Union. Für die Mitgliedstaaten des EWR erst nach entsprechender Umsetzung.

„Die Ausweitung der geltenden Vorschriften auf das Vereinigte Königreich, Irland und Dänemark ist die wichtigste Änderung aufgrund der neuen Richtlinie zur grenzüberschreitenden Durchsetzung von Sanktionen, die der Rat am 2. März 2015 angenommen hat.“